# Ronde van Frankrijk 2009/Eenentwintigste etappe
De eenentwintigste etappe van de Ronde van Frankrijk 2009 werd verreden op zondag 26 juli 2009 over een afstand van 160,0 kilometer. Tijdens deze slotetappe reden de renners van Montereau-Fault-Yonne naar Parijs, onderweg werden geen bergen beklommen.

## Verloop
Zoals altijd gebeurde er in de laatste rit vrij weinig. De wielrenners reden, onder het genot van een glaasje champagne, in een rustig tempo naar de Champs-Élysées om daar nog één keer uit te maken wie de beste sprinter is. Gekatapuleerd door Mark Renshaw reed Mark Cavendish wederom onbedreigd naar de finish. Cavendish eindigde "alleen op de foto" en kon zijn mooie tour afsluiten met de winst in zes etappes.

### Tussensprints
| Tussensprint Haut des Champs-Elysées na 120 km |                 |        |
| Plaats                                         | Naam            | Punten |
| Winnaar                                        | Samuel Dumoulin | 6      |
| 2                                              | Fumiyuki Beppu  | 4      |
| 3                                              | Carlos Barredo  | 2      |

| Tussensprint Haut des Champs-Elysées na 133 km |                  |        |
| Plaats                                         | Naam             | Punten |
| Winnaar                                        | Carlos Barredo   | 6      |
| 2                                              | Fabian Wegmann   | 4      |
| 3                                              | Alexandre Pichot | 2      |

## Uitslag
| Rang | Renner              | Land                | Ploeg                 | Tijd      |
| ---- | ------------------- | ------------------- | --------------------- | --------- |
| 1    | Mark Cavendish      | Verenigd Koninkrijk | Team Columbia         | 4u 02'18" |
| 2    | Mark Renshaw        | Australië           | Team Columbia         | z.t.      |
| 3    | Tyler Farrar        | Verenigde Staten    | Team Garmin           | z.t.      |
| 4    | Gerald Ciolek       | Duitsland           | Team Milram           | z.t.      |
| 5    | Jawhen Hoetarovitsj | Wit-Rusland         | Française des Jeux    | z.t.      |
| 6    | Thor Hushovd        | Noorwegen           | Cervélo               | z.t.      |
| 7    | José Joaquín Rojas  | Spanje              | Caisse d'Epargne      | z.t.      |
| 8    | Marco Bandiera      | Italië              | Lampre                | z.t.      |
| 9    | Daniele Bennati     | Italië              | Liquigas              | z.t.      |
| 10   | William Bonnet      | Frankrijk           | Bbox Bouygues Télécom | z.t.      |

## Strijdlustigste renner
| Renner            | Land   | Ploeg    |
| ----------------- | ------ | -------- |
| Franco Pellizotti | Italië | Liquigas |

## Algemeen klassement
| Rang | Renner                | Land                | Ploeg              | Tijd     |
| ---- | --------------------- | ------------------- | ------------------ | -------- |
|      | Alberto Contador      | Spanje              | Astana             | 85.48.35 |
| 2    | Andy Schleck          | Luxemburg           | Team Saxo Bank     | op 4.11  |
| 3    | Lance Armstrong       | Verenigde Staten    | Astana             | op 5.24  |
| 4    | Bradley Wiggins       | Verenigd Koninkrijk | Team Garmin        | op 6.01  |
| 5    | Fränk Schleck         | Luxemburg           | Team Saxo Bank     | op 6.04  |
| 6    | Andreas Klöden        | Duitsland           | Astana             | op 6.42  |
| 7    | Vincenzo Nibali       | Italië              | Liquigas           | op 7.35  |
| 8    | Christian Vande Velde | Verenigde Staten    | Team Garmin        | op 12.04 |
| 9    | Roman Kreuziger       | Tsjechië            | Liquigas           | op 14.16 |
| 10   | Christophe Le Mével   | Frankrijk           | Française des Jeux | op 14.25 |

## Nevenklassementen

### Puntenklassement
| Rang | Renner         | Land                | Ploeg         | Punten |
| ---- | -------------- | ------------------- | ------------- | ------ |
|      | Thor Hushovd   | Noorwegen           | Cervélo       | 280    |
| 2    | Mark Cavendish | Verenigd Koninkrijk | Team Columbia | 270    |
| 3    | Gerald Ciolek  | Duitsland           | Team Milram   | 172    |

### Bergklassement
| Rang | Renner            | Land   | Ploeg             | Punten |
| ---- | ----------------- | ------ | ----------------- | ------ |
|      | Franco Pellizotti | Italië | Liquigas          | 210    |
| 2    | Egoi Martínez     | Spanje | Euskaltel-Euskadi | 135    |
| 3    | Alberto Contador  | Spanje | Team Astana       | 126    |

### Jongerenklassement
| Rang | Renner          | Land      | Ploeg          | Tijd       |
| ---- | --------------- | --------- | -------------- | ---------- |
|      | Andy Schleck    | Luxemburg | Team Saxo Bank | 85u 52'46" |
| 2    | Vincenzo Nibali | Italië    | Liquigas       | op 03'24"  |
| 3    | Roman Kreuziger | Tsjechië  | Liquigas       | op 10'05"  |

### Ploegenklassement
| Rang | Ploeg          | Land             | Tijd        |
| ---- | -------------- | ---------------- | ----------- |
|      | Astana         | Kazachstan       | 256u 02'58" |
| 2    | Team Garmin    | Verenigde Staten | op 22'35"   |
| 3    | Team Saxo Bank | Denemarken       | op 28'34"   |

1e etappe ·
2e etappe ·
3e etappe ·
4e etappe ·
5e etappe ·
6e etappe ·
7e etappe ·
8e etappe ·
9e etappe ·
10e etappe ·
11e etappe ·
12e etappe ·
13e etappe ·
14e etappe ·
15e etappe ·
16e etappe ·
17e etappe ·
18e etappe ·
19e etappe ·
20e etappe ·
21e etappe
Startlijst · Eindstanden · Afbeeldingen